# Гранд Рапидс (Мичиген)
Гранд Рапидс (енгл. Grand Rapids) град је у америчкој савезној држави Мичиген. По попису становништва из 2020. у њему је живело 198.893 становника.

## Демографија
Према попису становништва из 2010. у граду је живело 188.040 становника, што је 9.760 (4,9%) становника мање него 2000. године.
|                   | 2010.            | 2000.            |
| Укупно            | 188 040 (100,0%) | 197 800 (100,0%) |
| Белци             | 110 890 (58,97%) | 123 537 (62,46%) |
| Афроамериканци    | 39 251 (20,87%)  | 40 373 (20,41%)  |
| Хиспаноамериканци | 29 261 (15,56%)  | 25 818 (13,05%)  |
| Остали            | 5 143 (2,735%)   | 4 877 (2,466%)   |
| Азијати           | 3 495 (1,859%)   | 3 195 (1,615%)   |

## Партнерски градови
- Запопан
- Перуђа
- Ōmihachiman
- Бјелско-Бјала
- Парал
- Тирана